# Rudolf Henneberg (Ingenieur)
Rudolf Henneberg (* 26. März 1845 in Gotha; † 2. August 1909 in Nikolassee, Kreis Teltow) war Ingenieur, Unternehmer und Mitglied des Deutschen Reichstags.

## Leben

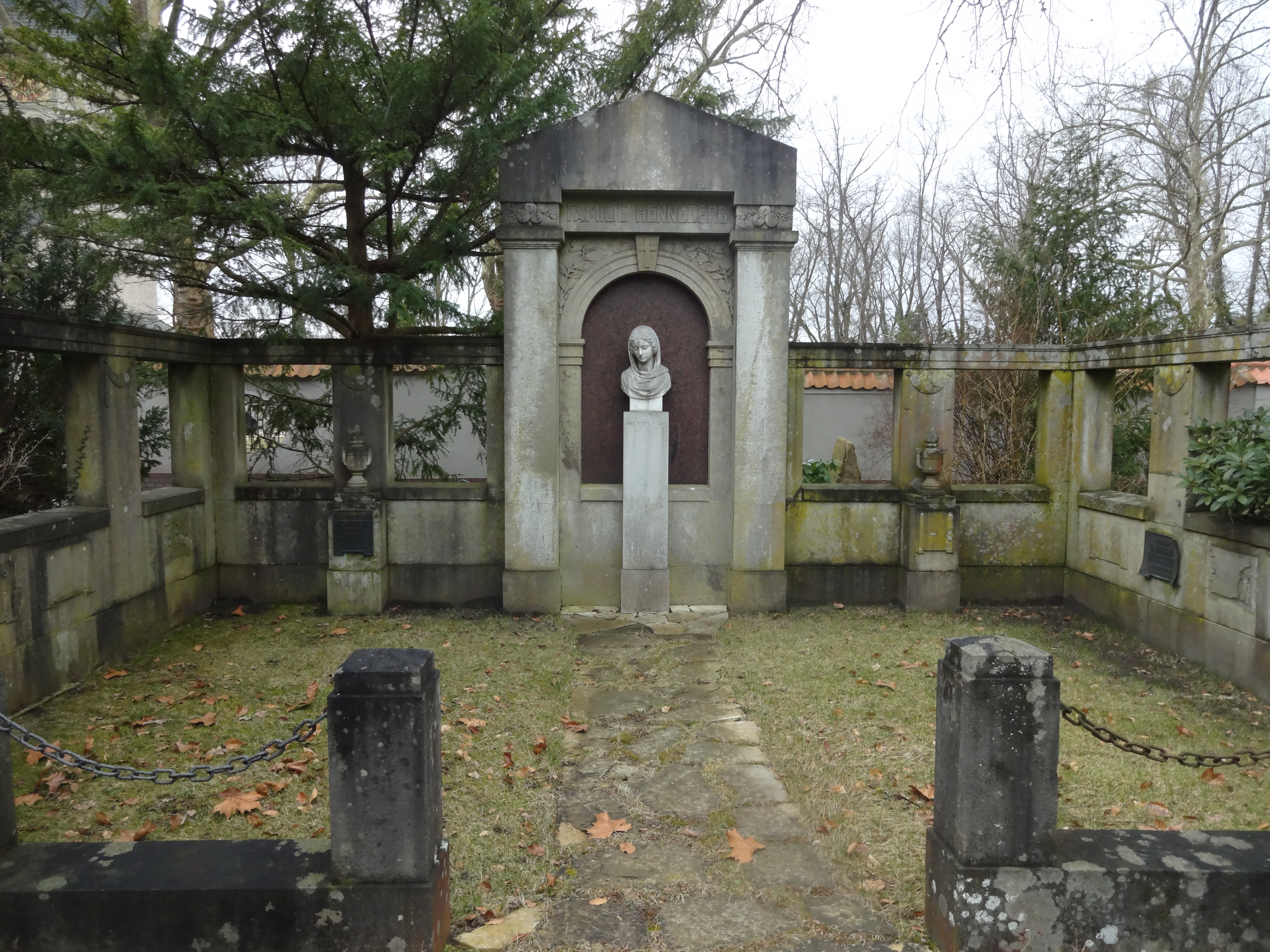
Die denkmalgeschützte Grabstätte der Familie Henneberg auf dem Evangelischen Kirchhof Nikolassee

Henneberg besuchte das Realgymnasium in Gotha bis zum Abitur 1863. Er absolvierte eine Lehre als Schlosser bei Briegleb, Hansen & Co. in Gotha von 1863 bis 1864 und besuchte das Polytechnikum in Karlsruhe von 1864 bis 1866, wo er im Corps Bavaria Karlsruhe aktiv wurde, sowie die Gewerbeakademie in Berlin von 1866 bis 1867. Zwischen 1867 und 1869 war er erst praktisch, dann als Ingenieur bei A. Borsig und L. Schwartzkopff angestellt. Von 1869 bis 1870 war er kommissarisch von der Stadt Berlin angestellt zur Ausarbeitung eines Gutachtens über die Zentralheizungen in städtischen Gebäuden. Von 1870 bis Juli 1872 war er Oberingenieur der Firma Elmer & Stumpf, der späteren Aktiengesellschaft „Neptun“. Am 1. Juli 1872 gründete er mit Professor Hermann Rietschel in Berlin die Firma Rietschel & Henneberg. Diese war einer der Vorläufer der heutigen Firma Imtech und beschäftigte sich insbesondere mit Heizungs- und Lüftungsanlagen in Gebäuden.
Zwischen 1881 und 1884 war er Erster Schriftführer der Allgemeinen Deutschen Ausstellung auf dem Gebiete der Hygiene und des Rettungswesens, Berlin 1883. Seine spätere Firma Henneberg, Herzberg & Co. war im Auftrag der Deutschen Edison-Gesellschaft für angewandte Electricität 1883 an der Ausführung der Glühlichtbeleuchtung maßgeblich beteiligt.

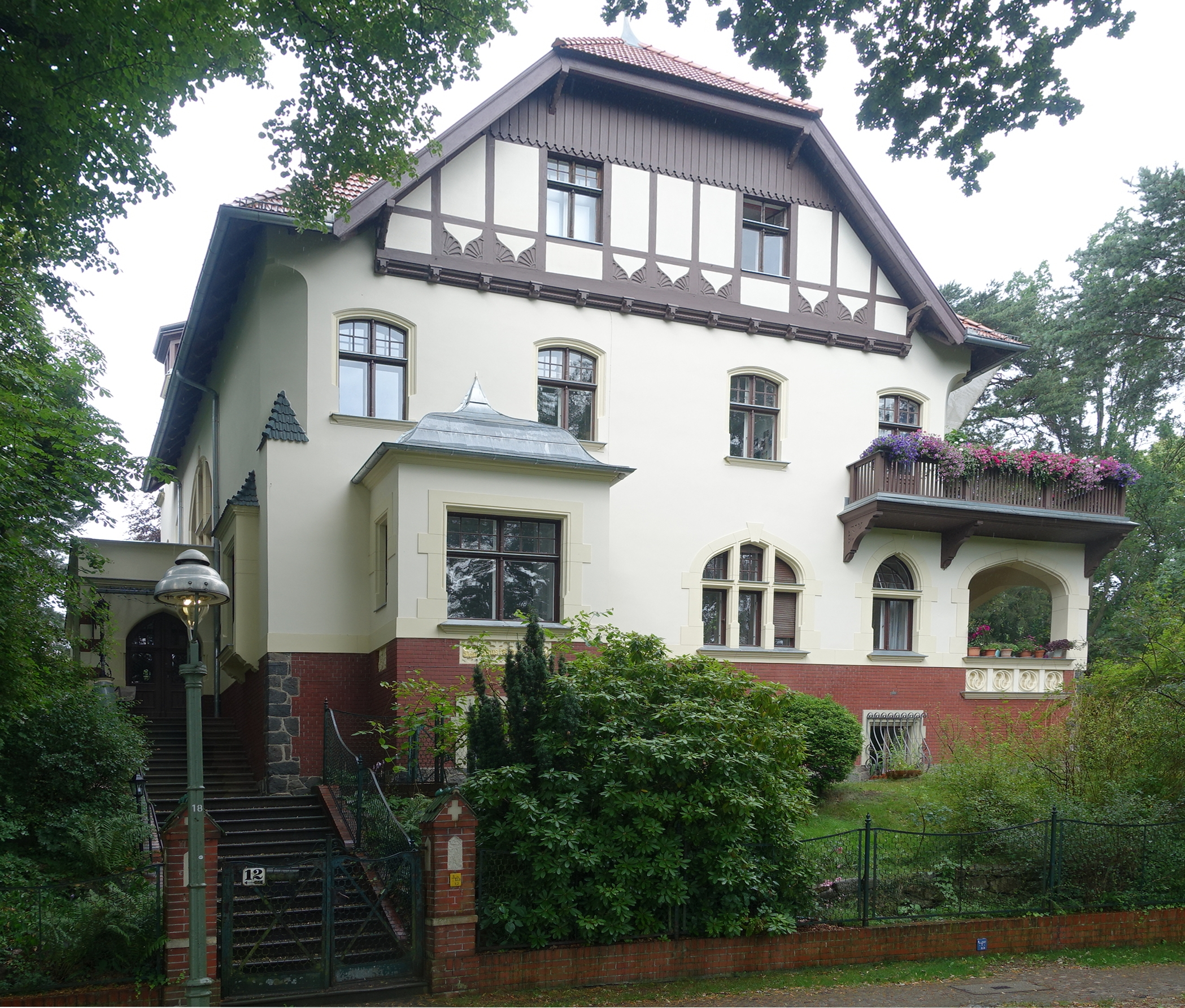
Villa Henneberg in Berlin-Nikolassee

Von 1887 bis 1890 war er Mitglied des Deutschen Reichstags für den Reichstagswahlkreis Herzogtum Sachsen-Coburg-Gotha 2 (Gotha) und die Nationalliberale Partei.
Von 1892 bis 1894 war Henneberg Vorsitzender des Berliner Bezirksvereins des Vereins Deutscher Ingenieure (VDI). 1893 und 1894 war er gleichzeitig auch Vorstandsmitglied des Gesamtvereins. Zum Zeitpunkt der Errichtung des ersten VDI-Hauses in der Charlottenstraße 43 in Berlin war er Vorsitzender des zuständigen Bauausschusses.
1896/97 erwarb er oberhalb von Littenweiler den Waldhof, wo er gemeinsam mit seiner Frau Johanna, geb. von Böckh, seinen Ruhestand verbringen wollte. Bereits 1900 kehrte er jedoch aus beruflichen Gründen nach Berlin zurück.
In der 1901 gegründeten Villenkolonie Nikolassee bei Berlin ließ sich Henneberg 1902–1903 von der Terraingesellschaft „Heimstätten AG“ (HAG) an der Rehwiese eine stattliche Villa errichten, deren historisierende Elemente (hoher Sockel, Turm, Zierfachwerk, gotisch gegliederte Fenster, Balustrade) sich von den drei benachbarten Bauten abheben, mit denen die Villa eine Wohnhausgruppe bildet und die sich offener gegenüber modernen Einflüssen zeigen. Zu Hennebergs Nachbarn in Nikolassee zählten der Fregattenkapitän Johannes Vanselow und der Chemiker, Schachmeister und Schriftsteller Oskar Cordel. Die Wohnhausgruppe An der Rehwiese 12/15 ist weitgehend im Originalzustand erhalten und steht als Ensemble unter Denkmalschutz.

## Tod und Grabstätte
Rudolf Henneberg starb 1909 im Alter von 64 Jahren in seiner Villa in Nikolassee. Er wurde auf dem Evangelischen Kirchhof Nikolassee beigesetzt, in einem Erbbegräbnis, in dem bereits sein jüngerer Bruder Otto Henneberg (1848–1907) ruhte, ebenfalls ein Ingenieur.
Die große, repräsentative Grabanlage wird beherrscht von einer zentralen Pfeiler-Ädikula. Davor steht auf hohem Sockel eine Frauenbüste aus weißem Marmor. Die 1908 erbaute Anlage war von dem Architekten Conrad Faerber entworfen und von Kessel & Röhl ausgeführt worden; der Bildschmuck stammt von I. E. Müller. Für das Erbbegräbnis Henneberg besteht Denkmalschutz.